# Despre sferă și cilindru

Sfera și cilindrul lui Arhimede

Despre sferă și cilindru este o lucrare pe care Arhimede a publicat-o în două volume, în jurul anului 225 î.Hr. În acest tratat el descrie, pentru prima dată și în detaliu, cum se calculează suprafața sferei și a cilindrului, precum și volumele lor.

## Conținut
Principalele formule din lucrarea Despre sferă și cilindru sunt cele de mai sus: suprafața sferei, volumul ei, precum și suprafața și volumul cilindrului. Arhimede a arătat că suprafața cilindrului, inclusiv bazele este egală cu:
{\displaystyle A=2\pi r^{2}+2\pi rh=2\pi r(r+h)\,}
iar volumul cilindrului este:
{\displaystyle V=\pi r^{2}h\,}
În ceea ce privește sfera, el a arătat că suprafața sferei este de 4 ori mai mare decât cercul ei mare. În termeni moderni, suprafața sferei este egală cu:
{\displaystyle 4\pi r^{2}\,}
În ceea ce privește volumul sferei, Arhimede a arătat că el este egal două treimi din volumul cilindrului circumscris, adică:
{\displaystyle {\frac {4}{3}}\pi r^{3}}
Arhimede era foarte mândru de acest rezultat și a cerut ca pe mormântul lui să fie sculptată o sferă înscrisă într-un cilindru. Mai târziu oratorul și filozoful Marcus Tullius Cicero i-a descoperit mormântul, care era acoperit de vegetație.
Argumentele folosite de Arhimede pentru a determina volumului sferei erau argumente geometrice, dar textele moderne folosesc o versiune simplificată, utilizând conceptul de trecere la limită, care pe vremea lui nu exista explicit, ci doar în germene . Arhimede a folosit o jumătate de poligon înscris într-un semicerc, apoi le-a rotit pe amândouă, pentru a crea o mulțime de trunchiuri de con în interiorul sferei, calculându-i astfel volumul.
Această demonstrație pare a nu fi metoda originală folosită de Arhimede pentru a afla rezultatul, dar este cel mai bun argument formal disponibil în tradiția matematicii grecești. Metoda originală probabil că a implicat folosirea inteligentă a pârghiilor. Descoperirea Manuscrisului lui Arhimede, din 1902, conține multe lucrări ale lui, inclusiv Metoda Teoremelor Mecanicii, în care descrie o metodă de determinare a volumelor cu ajutorul balanței, al centrului maselor și al porțiunilor infinitezimale.